# Мерсер (Міссурі)
Мерсер (англ. Mercer) — місто (англ. city) в США, в окрузі Мерсер штату Міссурі. Населення — 263 особи (2020).

## Географія
Мерсер розташований за координатами 40°30′38″ пн. ш. 93°31′48″ зх. д. / 40.51056° пн. ш. 93.53000° зх. д. (40.510635, -93.529909).  За даними Бюро перепису населення США в 2010 році місто мало площу 0,95 км², уся площа — суходіл.

## Демографія
Згідно з переписом 2010 року, у місті мешкало 318 осіб у 149 домогосподарствах у складі 91 родини. Густота населення становила 334 особи/км².  Було 183 помешкання (192/км²).
Расовий склад населення:
| - 98,7 % — білих - 0,3 % — корінних американців |

До двох чи більше рас належало 0,9 %. Частка іспаномовних становила 0,6 % від усіх жителів.
За віковим діапазоном населення розподілялося таким чином: 23,3 % — особи молодші 18 років, 54,1 % — особи у віці 18—64 років, 22,6 % — особи у віці 65 років та старші. Медіана віку мешканця становила 46,4 року. На 100 осіб жіночої статі у місті припадало 84,9 чоловіків;  на 100 жінок у віці від 18 років та старших — 86,3 чоловіків також старших 18 років.
Середній дохід на одне домашнє господарство  становив 39 458 доларів США (медіана — 35 795), а середній дохід на одну сім'ю — 52 269 доларів (медіана — 45 313). Медіана доходів становила 31 667 доларів для чоловіків та 35 625 доларів для жінок. За межею бідності перебувало 15,1 % осіб, у тому числі 3,0 % дітей у віці до 18 років та 14,6 % осіб у віці 65 років та старших.
Цивільне працевлаштоване населення становило 169 осіб. Основні галузі зайнятості: освіта, охорона здоров'я та соціальна допомога — 27,8 %, роздрібна торгівля — 23,1 %, сільське господарство, лісництво, риболовля — 18,3 %.